# Cronologia da Guerra de Independência de Angola
Cronologia dos principais eventos que influênciaram a Guerra de Libertação de Angola, tanto anteriores como durante o conflito que opôs Portugal aos movimentos independentistas de Angola.

## Antecedentes
ACONTECIMENTOS ANTERIORES AO COMEÇO DA GUERRA
| Data             | acontecimento |
| ---------------- | --- |
| 1954             | |
| 11 de Agosto     | União Indiana conclui a Invasão de Dadrá e Nagar Aveli, removendo o domínio português sobre o território |
| Outubro          | Inicio da Guerra da Argélia, com uma série de explosões em Argel. Esta guerra, no seu auge, levou à presença de 400 000 militares franceses na Argélia |
| Outubro          | Fundação da União dos das Populações do Norte de Angola (UPNA), que depois tornou-se União dos Populações de Angola (UPA) e, por fim, Frente Nacional de Libertação de Angola (FNLA) |
| 1955             | |
| 18 de Abril      | Conferência de Bandung (Indonésia). Leopold Senghor viria a considerá-la como sendo "A tomada de consciência à escala universal da da eminente dignidade dos povos de cor e a morte dos seus complexos de inferioridade"                                                                        |
| 1956             | |
| 10 de Dezembro   | Fundação do Movimento Popular de Libertação de Angola (MPLA) |
| 1958             | |
| 15 a 22 de Abril | Conferência dos Estados Africanos Independentes, em Accra (Ghana), a primeira conferência panafricana que se realizou em solo africano. Nkrumah, presidente do Ghana, pretendeu fazer dela a Bandung africana                                                                                   |
| 1959             | |
| 6 de Março       | O governador-geral de Angola, general Horácio de Sá Viana Rebelo, profere o Discurso da Carreira de Tiro durante a inauguração da carreira de tiro militar ,em Luanda |
| 22 de Setembro   | O general António Miguel Monteiro Libório iniciou as funções de comandante da 3ª Região Militar (mais tarde RMA – Região Militar de Angola), com prerrogativas de Comandante-Chefe, substituindo o general Carlos Nascimento e Silva                                                            |
| 1960             | |
| 15 de Janeiro    | Álvaro Rodrigues da Silva Tavares inicia as funções de governador-geral de Angola |
| 1 de Julho       | Independência do Congo Belga, que passou a designar-se po República Democrática do Congo (RDC) |
| Final            | A ONU (Organização das Nações Unidas) deixou de reconhecer as Províncias Ultramarinas portuguesas como parte integrante de Portugal e passou a impor as suas auto-determinação por considerá-los territórios não autónomos                                                                      |
| 1961             | |
| 4 de Janeiro     | Início, na região da Baixa do Cassange (Lunda Norte e Malanje), da Greve da Baixa do Cassange, o primeiro movimento político que deflagraria a Guerra de Independência de Angola |
| 20 de Janeiro    | John Kennedy foi empossado como Presidente dos Estados Unidos da América e passou a apoiar os nacionalismos africanos, procurando, dessa forma, neutralizar a crescente influência soviética em África                                                                                          |
| 22 de Janeiro    | Henrique Galvão, chefiando um grupo de portugueses e espanhóis, desencadeou a Operação Dulcineia. Assaltou e apoderou-se do paquete português, Santa Maria, que designou por Santa Liberdade, e rumou ao Brasil, onde obteve o asilo político do, recentemente eleito, Presidente Jânio Quadros |

## Guerra
ACONTECIMENTOS  DURANTE A GUERRA DE INDEPENDÊNCIA DE ANGOLA
| Data               | acontecimento |
| ------------------ | --- |
| 1961               | |
| 4 de Fevereiro     | Iniciam os ataques a Luanda em fevereiro de 1961, organizados pelo MPLA, tendo como alvos a cadeia de S. Paulo, a Esquadra da Polícia Móvel e a Casa de Reclusão de Luanda. Falham os ataques ao Aeroporto Craveiro Lopes e ao Palácio do Governo. Nesses ataques foram mortos alguns agentes da PSP |
| 4 de Fevereiro     | Saíu de Luanda, rumando a Malange por via férrea, a 4º Companhia de Caçadores especiais (4ª CCE), integrando o Batalhão Eventual (3ºª,4ª e 5ª CCE) que, sob o comando do major Rebocho Vaz, fora constituido para reprimir a greve da Baixa do Cassange                                              |
| 5 de Fevereiro     | Durante os funerais dos agentes da PSP mortos nos ataques de Luanda, esquadrões armados portugueses passaram a cometer atos aleatórios de violência contra a população negra que vivia nas favelas de Luanda (musseques), causando matanças noturnas na cidade                                       |
| 9 de Fevereiro     | Nova tentativa de assalto pelo MPLA à cadeia de S. Paulo, em Luanda |
| 10 de Fevereiro    | Tentativa de assalto pelo MPLA à cadeia de S. Paulo e à ala prisional e companhia indígena |
| 13 de Fevereiro    | Foi divulgada a morte do Primeiro-Ministro congolês, Patrice Lumumba, assassinado por soldados catangueses a 17 de Janeiro. Tornou-se num mártir e numa figura mítica para os movimentos nacionalistas emergentes no território de Angola                                                            |
| 17 de Fevereiro    | Nova tentativa de assalto pelo MPLA à cadeia de S. Paulo, em Luanda |
| 19 de Fevereiro    | Nova tentativa de assalto pelo MPLA à cadeia de S. Paulo, em Luanda |
| 23 de Fevereiro    | A Libéria solicitou uma reunião do Conselho de Segurança da ONU para debater a situação de Angola |
| 25 de Febvereiro   | Queixa do Ghana, acusando Portugal perante a Organização Internacional do Trabalho (OIT) de recorrer a trabalho forçado em Angola, Moçambique e Guiné |
| 27/28 de Fevereiro | A repressão a campanha grevista da Baixa do Cassange encerra-se e a região é considerada "pacificada". |
| 15 de Março        | A UPA leva a cabo os ataques ao norte de Angola em 1961 |
| 15 de Março        | O Conselho de Segurança das Nações Unidas apresentou a votação a moção da Libéria. O delegado dos Estados Unidos votou contra Portugal |
| 21 de Março        | O Batalhão Eventual (5ª 6ª e 7ª CCE) constituído para acorrer à área tomada pela UPA, comandado pelo major Rebocho Vaz, partiu para Cuanza Norte |
| 25 de Março        | O Ministro da Defesa, general Botelho Moniz, escreveu a Salazar para debater com ele a situação do País, o Governo e as Forças Armadas face à situação de Angola |
| 28 de Março        | Foi criado o Corpo de Voluntários de Angola |
| 2 de Abril         | Uma força do Batalhão Eventual sofreu uma emboscada na região de Cólua duirante a qual morrem o capitão, Castelo da Silva, e o tenente, Jofre dos Prazeres |
| 9 a 3 de Abril     | O Presidente do Conselho dominou a turbulência política criada em Portugal por motivo da carta de Botelho Moniz e assumiu a pasta da Defesa, proferindo: "para Angola rapidamente e em força". As mobilizações para Angola foram fortemente incrementadas                                            |
| 21 de Abril        | Embarque para Angola, no navio Niassa, do primeiro contingente de tropas (Bcaç 88, Bcaç 92 e várias Companhias independentes) |
| 24 de Abril        | Partiu para Angola o cargueiro Benguela com muito material de guerra para equipar os militares dos três ramos das Forças Armadas que iam chegando a Angola |
| 2 de Maio          | o Navio Niassa chegou a Luanda |
| 9 de Maio          | Foi criado o Corpo de Trabalho e Recuperação Económica, tendo em vista a colheita do café na região afectada pela UPA |
| 13 de Maio         | as Unidades militares chegadas a Luanda partiram para o Norte de Angola, iniciando a recuperação da área afectada que, entretanto, se ampliara |
| Junho              | Silva Tavares é substituído pelo general Venâncio Augusto Deslandes que, em Setembro desse ano viria a acumular as funções de governador-geral de Angola com as de CCFAA (Comandante Chefe das Forças Armadas de Angoçla)                                                                            |
| Junho              | O general Carlos Miguel da Silva Freirte foi nomeado Comandante da 3º Região Militar com prerrogativas de Comandante-chefe até Setembro de 1961, quando foi criada formalmente a função de Comandante-chefe, assumida pelo general Deslandes                                                         |
| 21 de Junho        | Foi criado o SCCIA (Serviço de Centralizaão e Coordenação de Informações de Angola) |
| 1 de Agosto        | O Reino do Daomé apoderou-se da Fortaleza de São João Batista de Ajudá |
| 9 de Agosto        | A vanguarda do Bcaç 96 chega a Nambangongo (Operação Viriato) |
| 11 de Agosto       | Adriano Moreira anunciou a transferência dos órgãos coordenadores das Juntas de Exportação do café, dos cereais e do algodão para Luanda e Lourenço Marques |
| 11 de Agosto       | A União Indiana integra o seu território os enclaves de Dadrá e Nagar-Aveli, antigos territórios portugueses |
| Agosto             | Foi criada a ZMN (Zona Militar Norte), englobando os distritos de Luanda, Cabinda, Uige, Zaire, Malange e Cuanza Norte, para substituir a inicialmente designada por ZSN (Zona Sublevada Norte) |
| 28 de Agosto       | Adriano Moreira extinguiu o Estatuto dos Indígenas de 1954 |
| 10 de Setembro     | Foi executada pelo Bcaç 96, Bcaç 291 e Ccav a Operação Esmeralda, que culminou com a repressão da área da Pedra Verde |
| 21 de Setembro     | Foi criada a ZIL (Zona de Intervenção Leste) nos distritos de Lunda e Moxico |
| 3 de Outubro       | Um pelotão da CArt 100 reocupa o último posto do Norte de Angola (Caiongo) na circunscrição de Alto Cuale. Foi, então, oficialmente proclamado que em angola se passavam a executar operações de polícia                                                                                             |
| Outubro            | Foi criado um centro Inter-Armas em Cabinda tendo em vista a formação de tropas especiais (precursoras dos Comandos), A ideia não teve continuidade em Cabinda e culminou na criação de Centros de Instrução de Comandos noutros locais                                                              |
| 10 de Novembro     | Desastre aéreo do Chitado no qual pereceram quase tudos os oficiais do Quartel General da Região Militar, nomeadamente o general-comandate, Silva Freire. A trajédia ocorreu durante um reconhecimento aéreo com vista à criação da ZIS (Zona de Intervenção Sul)                                    |
| 10 de Novembro     | Foi desviado um avião da TAP por um grupo de opositores ao governo português, chefiado por Palma Inácio |
| Novembro           | Centenas de milhar de pessoas, que haviam fugido por motivo dos distúrbios causados pela UPA, em Março, começaram a apresentar-se às autoridades em praticamente todo o distrito do Uige |
| 9 de Dezembro      | Independência da Tanzânia |
| 11 de Dezembro     | Início da intervenção armada dos Estados Unidos no Vietname |
| 18 de Dezembro     | A União Indiana invade e expulsa os portugueses de Goa, Damão e Diu, finalmente desmantelando a possessão colonial da Índia Portuguesa. O governador colonial, general Vassalo e Silva, ordenou a rendição das tropas portuguesas                                                                    |
| 1962               | |
| 18 de Março        | Acordos de Évian, que puzeram fim à Guerra da Argélia. O conflito vitimou cerca de 30 000 militares franceses e 300 000 argelinos |
| 27 de Março        | A UPA coligou-se com o PDA (Partido Democrático de Angola) e constituiu a FNLA (Frente Nacional de Libertação de Angola) |
| 14 de Setembro     | O tenente coronel Silvino Silvério Marques substituiu o general Venâncio Augusto Deslandes no cargo de Governador-geral de Angola. |
| 1963               | |
| Janeiro            | MPLA abre a Frente de Cabinda, que é desmantelada no mesmo ano |
| 6 de Abril         | Constítuição, no Moxico do Comando Eventual da Área Fronteiriça do Catanga (COMEVAC) |
| 1963               | |
| Maio               | MPLA reabre a Frente de Cabinda |
| 1966               | |
| 13 de Março        | Fundação da União Nacional para a Independência Total de Angola (UNITA), e início das suas actividades no Moxico |
| Durante 1966       | O MPLA envia combatentes para a Zâmbia e abre a famosa Frente Leste, a partir do Moxico |
| Abril              | O MPLA entra no Moxico e ataca Lumbola, nas margens do rio Zambeze |
| 26 de Outubro      | O coronel Camilo Rebocho Vaz substituiu o coronel Silvino Silvério Marques no cargo de Governador-geral de Angola |
| 25 de Dezembro     | A UNITA atacou Vila Teixeira de Sousa |
| 1967               | |
| Novembro           | O general João Anacoreta de Almeida Viana assumiu as funções de comandante-chefe |
| 1968               | |
| 30 de Março        | Directiva Geral Angola em Armas, criando a ZMN (Zona Militar Norte) e a ZML (Zona Militar Leste) em substituiçãop da ZIN, ZIL e AM1 (Área Militart 1) |
| 19 de Maio         | A FNLA monta um pequeno núcleo de guerrilha em Alto Chicapa |
| Outubro            | Operação Vitória, no Leste, com o ataque às bases do MPLA (Mandume II, Mandume III e Cacuaje) e a captura de documentação valiosa |
| Durante 1968       | Frente Leste do MPLA chega até Malanje, efetivamente controlando enormes porções também da Lunda Norte. MPLA controla a famosa "Rota Agostinho Neto" que se estendia desde Luena e Lungué-Bungo até Malanje.                                                                                         |
| 1969               | |
| 1 de Setembro      | O Agrupamento Siroco, de tropas Comando, iniciou um longo período de operações no Leste |
| 1970               | |
| 6 de Fevereiro     | Operação Teste, junto ao rio Chiume, com captura de grande quantidade de material ao MPLA |
| 3 de Maio          | Chegou a Luanda o general Francisco Costa Gomes para substituir o comandante chefe, general Almeida Viana |
| 23 de Julho        | O Agrupamento Siroco, de tropas Comando, iniciou um longo período de operações no Leste |
| 23 de Julho        | Primeira directiva remodelando o dispositivo, tendo em vista a mudança do esforço militar para o Leste |
| 13 de Novembro     | O general Costa Gomes dirigiu-se ao CPCS (Conselho Político de Contra-Subversão) anunciando o seu plano contra-subversivo e a mudança do esforço para Leste |
| 1971               | |
| 8 de Janeiro       | O Ministro da Defesa Nacional visitou Angola e tomou contacto com as alteraçoes estratégicas do General Costa Gomes |
| 8 de Fevereiro     | Despacho do Ministro da Defesa Nacional criando a novaa Zona Militar Leste e estabelecendo que o seu comando disporia de um comando-conjunto |
| 18 de Fevereiro    | A portaria 99/71 criou a nova Zona Militar Leste, englobando os distritos da Lunda, Moxico, Bié e Cuando-Cubamngo |
| 24 de Fevereiro    | Directiva formalizando a criação do QG/CCFAA com base nas repartições operacionais do QG/RMA |
| 31 de Março        | O general José Manuel Bettencourt Rodrigues iniciou o comando da ZML |
| 31 de Março        | A directiva 2/71 do CCFAA formalizou a remodelação da ZML e estabeleceu o commando-conjunto, atribuindo-lhe competências |
| 6 de Maio          | Despacho-conjunto do GG e do CCFAA sobre atrubuições de comandante da ZML e criando o CECS (Conselho Especial de Contra Subversão) da ZML |
| 11 de Junho        | O Agrupamento Siroco, de tropas Comando, iniciou um longo período de operações no Leste |
| 11 de Julho        | O Ministro do Ultramar visitou Angola e apoiou o Plano de Desenvolvimento do Leste |
| 1972               | |
| 11 de Março        | Foram aprovadas no CPCS as normas sobre Milícias de Regedoria e Auto-Defesa das populações rurais |
| 23 de Junho        | A Província Ultramarina de Angola ganhou o estatuto e a designação de Estado de Angola |
| 6 de Julho         | Directiva Geral Raio Verde do CCFAA, fomalizando a constituição da ZML renovada e a sua missão |
| 12 de Julho        | O Agrupamento Raio iniciou um longo período de operações no Leste (Operação Rojão IH) |
| 22 de Agosto       | O Comando da ZML foi louvado pelos seus serbiços relevantes |
| Agosto             | O general Joaquim da Luz Cunha assumiu as funções de comandante-chefe, em substituição do general Francisco da Costa Gomes |
| Agosto             | O engenheiro Fernando Augusto Santos e Castro substituiu o coronel Camilo Rebocho Vaz nas funções de governador-geral de Angola |
| 15 de Setembro     | O general Costa Gomes assumiu as funções de CEMGFA (Chefe de Estado Maior General das Forças Armadas) |
| 13 de Dezembro     | Acordo de Quinxassa coligando o MPLA e a FNLA, sob os auspícios da Organização da Unidade Africana |
| 1973               | |
| 8 de Janeiro       | Início da Operação Rubi/ZH na região de Coutada de Mossuco, que culminou com a morte de Cuenhe (afamado chefe guerrilheiro do MPLA) e a destruição do seu grupo |
| Março              | O general Abel Barbosa Hipólito substituiu o general José Manuel Bettencourt Rodrigues no comando da ZML |
| 29 de Junho        | Destítuição do último grupo do MPLA em território angolano (na região de Ninda-Sete-Chiume) |
| 1974               | |
| 2 de janeiro       | Forte emboscada da UNITA a forças portuguesas, provocando muitas baixas |
| 19 de Janeiro      | Início da Operação Castor sobre os redutos da UNITA |
| 25 de Abril        | Golpe 25 de Abril, mudança de regime político em Portugal |
| 26 de Abril        | A UNITA atacou uma pequena força portuguesa, provocando 19 mortos |
| 11 de Novembro     | Acordo do Alvor, segundo o qual Portugal concedeu a independência a Angola |